# Rodrigo Films
Rodrigo Rodríguez (Santo Domingo, 9 de febrero de 1995), más conocido en el ámbito artístico como Rodrigo Films, es un director y productor de videos musicales dominicano. Durante su carrera ha grabado videoclips para artistas como Bad Bunny, Maluma, Arcángel, Wiz Khalifa, Justin Quiles, Danny Ocean, Rauw Alejandro, Myke Towers, Farruko y Will.i.am, entre otros. En 2022 dirigió el seriado documental La cuna del Dembow para la plataforma Amazon Prime Video.

## Biografía

### Inicios y década de 2010
Nacido en Santo Domingo el 9 de febrero de 1995, Rodríguez reveló en una entrevista con Billboard cómo inició una carrera en la dirección de videoclips: «Empecé como cantante, pero no tenía dinero para hacer vídeos, así que hice los míos propios. A la gente le gustaban y me pedían que los hiciera para ellos. Y así empezó todo».
Rodríguez empezó a trabajar en la década de 2010 como director de audiovisuales para músicos de la región como El Alfa, Miky Woodz y Lary Over, y en 2017 logró repercusión internacional al dirigir el clip de la canción «Ya me acostumbré» de Arcángel y Bad Bunny. El mismo año dirigió «Puerta abierta» de Juhn, Noriel y Bad Bunny, y en 2018 trabajó nuevamente con Arcángel en el video en formato de miniserie de cuatro capítulos de «El granjero», con la participación del actor colombiano Marlon Moreno.
En 2019 tuvo la oportunidad de trabajar nuevamente con Bad Bunny para el video del tema «La romana», en colaboración con El Alfa. Para grabar el videoclip, Rodríguez buscó locaciones «que transmitieran el ritmo y la historia que quería contar». Manifestó: «La canción tiene melodías estilo bachata, así que mi visión era mostrar lo que ocurre en la cultura dominicana, el barrio, su gente, sus colores, su alegría. Así que los llevé al barrio para que pudieran apreciarlo. Luego fuimos al desierto y entre bailarines, modelos y fuego terminamos de crear el impacto visual de este vídeo».
En abril del mismo año, Rodríguez firmó un contrato de representación con la compañía Cinema Giants, fundada por el productor y director dominicano Jessy Terrero. También en 2019 dirigió videoclips de artistas como Wisin, Farruko, Amenazzy, Lunay, Lil Boosie, Kevin Roldán y De la Ghetto.

### Década de 2020 y actualidad
En 2020 dirigió, entre otros, los videoclips de «Me estás matando» de Natti Natasha (que logró más de un millón de visualizaciones en YouTube el mismo día de su estreno), «A correr los Lakers» de El Alfa, Nicky Jam, Ozuna, Arcángel y Secreto, «Parce» de Maluma, Justin Quiles y Lenny Tavárez y «Jalapeño (remix)» de Amennazy, Wiz Khalifa y Myke Towers. En 2021 trabajó nuevamente con Justin Quiles en «La botella», «Loco» y «Colorín colorado», dirigió a Zion & Lennox en «Estrella», a Danny Ocean y Tokischa en «Dorito & Coca Cola» y colaboró con el rapero Kidd Keo en varias oportunidades.
En 2022 dirigió la serie documental La cuna del Dembow, el cual narra los orígenes del subgénero conocido como dembow dominicano. Participaron en el documental figuras representativas de la escena como Farruko, Bad Bunny, Chimbala, Kiko el Crazy y Yailin la Más Viral, entre otros. Estrenado en la plataforma Amazon Prime Video, La cuna del Dembow cosechó en general reseñas positivas; la revista Contrast aseguró que el documental «arroja una luz sobre la música latina» y el diario El Espectador lo definió como una producción que «da un vistazo a la historia del género y su influencia en la cultura urbana dominicana directamente de aquellos que experimentaron su ascenso de primera mano».
Paralelo a su labor en el documental, en 2022 dirigió los videos musicales de «Fuera del mercado» y «Volare» de Danny Ocean, «Desde mis ojos (remix)» de Chris Lebrón, Sech y Jay Wheeler y «AEIOU» de Justin Quiles y Robin Schulz, entre otros. En 2023 se desempeñó como director en «Tamo en nota» de Rauw Alejandro y Ángel Dior,en «Aguardiente» de Myke Towers, en «Game Over» de Kim Loaiza y en el remix de «Boy Boy» de Yaisel LM y Blessd, además de grabar algunos videoclips de la dominicana Yailín la Más Viral. El mismo año, anunció que La cuna del Dembow tendría su propio álbum musical.
En 2024 ha dirigido los clips de las canciones «Hermoso momento (remix)» de Farruko y Kairo Worship, «Tu perrota» de Natti Natasha, «La capi» de Myke Towers y «El reemplazo» de DJ Adoni y Prince Royce. El mismo año fue invitado a participar en la edición número 77 del Festival Internacional de Cannes, y en el mes de mayo reveló que asumiría el rol de director y productor ejecutivo en «Delincuente», una nueva colaboración entre Natti Natasha, Jey One y Chimbala.

## Filmografía seleccionada

### Documentales
| Año  | Título             | Plataforma         |
| ---- | ------------------ | ------------------ |
| 2022 | La cuna del Dembow | Amazon Prime Video |

### Videoclips
| Año  | Título                        | Artista(s)                                    |
| ---- | ----------------------------- | --------------------------------------------- |
| 2017 | «Yeah I Know»                 | Miky Woodz                                    |
| 2017 | «Ya me acostumbré»            | Arcángel y Bad Bunny                          |
| 2017 | «Puerta abierta»              | Juhn, Noriel y Bad Bunny                      |
| 2018 | «Súbete»                      | Lary Over y Lírico en la casa                 |
| 2018 | «El granjero»                 | Arcángel                                      |
| 2019 | «TecnoBlow»                   | El Alfa y Diplo                               |
| 2019 | «Se moja»                     | Eladio Carrión, Rauw Alejandro y Amenazzy     |
| 2019 | «La romana»                   | Bad Bunny y El Alfa                           |
| 2019 | «Serpiente veneno»            | Kidd Keo y Ele A el Dominio                   |
| 2019 | «Dios bendiga (remix)»        | Amenazzy, Noriel, Arcángel y De la Ghetto     |
| 2019 | «Mueve la cadera»             | El Alfa y Kiko el Crazy                       |
| 2019 | «Champagne Rose»              | Amenazzy, Kevin Roldán y De la Ghetto         |
| 2019 | «24H»                         | Kidd Keo                                      |
| 2019 | «La pampara»                  | Kiko el Crazy                                 |
| 2020 | «No somos nada»               | Corina Smith y Kevin Roldán                   |
| 2020 | «Me estás matando»            | Natti Natasha                                 |
| 2020 | «Popi»                        | Kiko el Crazy                                 |
| 2020 | «Dominican Miami»             | DaniLeigh y Fivio Foreign                     |
| 2020 | «A correr los Lakers (remix)» | El Alfa, Nicky Jam, Ozuna, Arcángel y Secreto |
| 2020 | «Trap Pea»                    | El Alfa y Tyga                                |
| 2020 | «Parce»                       | Maluma, Justin Quiles y Lenny Tavárez         |
| 2020 | «Jalapeño (remix)»            | Amenazzy, Wiz Khalifa y Myke Towers           |
| 2020 | «Lo peor de mí»               | Lyanno                                        |
| 2020 | «Ponte pa' mí»                | Justin Quiles                                 |
| 2020 | «Tanto que me gusta»          | Natti Natasha y El Mayor Clásico              |
| 2021 | «Mi plan contigo»             | La Ross María                                 |
| 2021 | «Argamageddon»                | Kidd Keo                                      |
| 2021 | «Ojos de caramelo»            | Kiko el Crazy                                 |
| 2021 | «La mamá de la mamá»          | El Alfa y El Cherry Scom                      |
| 2021 | «Loco»                        | Justin Quiles, Chimbala y Zion & Lennox       |
| 2021 | «Estrella»                    | Zion & Lennox                                 |
| 2021 | «Airdrop»                     | Bryant Myers                                  |
| 2021 | «La botella»                  | Justin Quiles y Maluma                        |
| 2021 | «Pakata»                      | Darell y El Alfa                              |
| 2021 | «La boda»                     | Maffio, La Perversa y Yomel el Meloso         |
| 2021 | «Caserío»                     | Kiko el Crazy y Luar la L                     |
| 2021 | «Corrido espacial»            | Kidd Keo, Yay y Dan Sanchez                   |
| 2021 | «Dorito & Coca Cola»          | Danny Ocean y Tokischa                        |
| 2021 | «Colorín colorado»            | Justin Quiles                                 |
| 2021 | «Hola bebé»                   | Kidd Keo                                      |
| 2021 | «Chupable»                    | El Alfa, Ryan Castro y Chikybombom            |
| 2021 | «Tamagotchi»                  | Kevvo y El Alfa                               |
| 2021 | «Bando Boys Free 3»           | Kidd Keo                                      |
| 2022 | «Fuera del mercado»           | Danny Ocean                                   |
| 2022 | «Tour (remix)»                | Eix & Dalex                                   |
| 2022 | «Brisa»                       | Zion & Lennox y Danny Ocean                   |
| 2022 | «Desde mis ojos (remix)»      | Chris Lebrón y Jay Wheeler                    |
| 2022 | «AEIOU»                       | Justin Quiles y Robin Schulz                  |
| 2022 | «Volare»                      | Danny Ocean                                   |
| 2022 | «Cuanto peluche»              | Rochy RD                                      |
| 2022 | «Latina»                      | Kiko el Crazy y Will.i.am                     |
| 2023 | «Tamo en nota»                | Rauw Alejandro y Ángel Dior                   |
| 2023 | «Aguardiente»                 | Myke Towers                                   |
| 2023 | «Game Over»                   | Kimberly Loaiza                               |
| 2023 | «Solo tú y yo»                | Yailín la Más Viral y Shadow Blow             |
| 2023 | «Narcisista»                  | Yailín la Más Viral                           |
| 2023 | «Boy Boy (remix)»             | Yaisel LM, Blessd y NLE Choppa                |
| 2023 | «Hermoso momento (remix)»     | Farruko y Kairo Worship                       |
| 2024 | «Tu perrota»                  | Natti Natasha                                 |
| 2024 | «La capi»                     | Myke Towers                                   |
| 2024 | «El reemplazo»                | DJ Adoni y Prince Royce                       |
| 2024 | «Delincuente»                 | Natti Natasha, Jey One y Chimbala             |